# Lista rezervațiilor naturale din județul Suceava

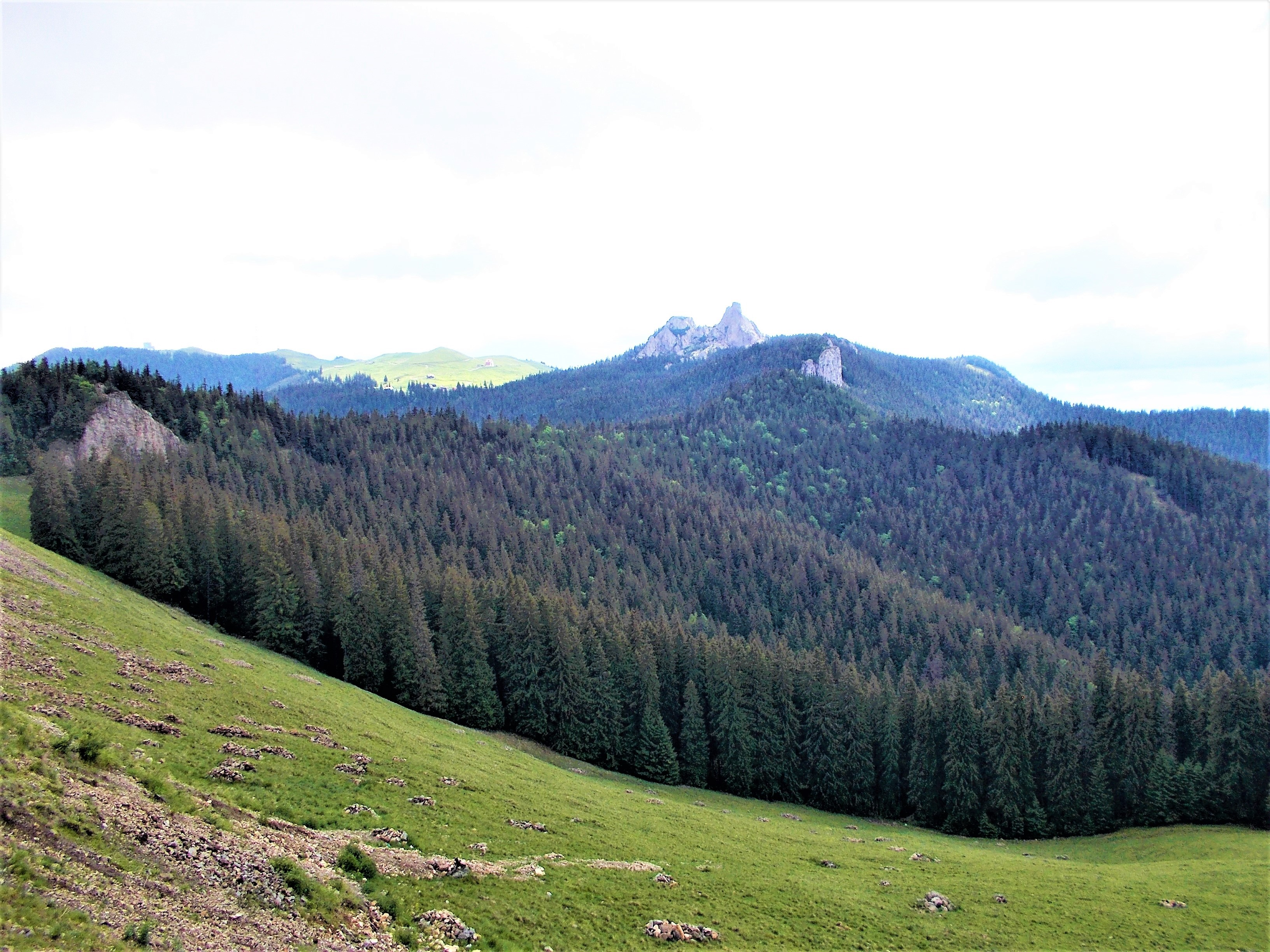
Pietrele Doamnei - arie naturală protejată (253 ha)

Lista rezervațiilor naturale din județul Suceava cuprinde ariile protejate de interse național (rezervații naturale), aflate pe teritoriul administrativ al județului Suceava, declarate prin Legea Nr. 5 din 6 martie 2000 (privind aprobarea Planului de amenajare a teritoriului național - Secțiunea a III-a - arii protejate) și prin Hotărârea de Guvern Nr.1143 din 18 septembrie 2007, publicată în Monitorul Oficial al României, Nr.691 din 11 octombrie 2007 (privind instituirea de noi arii protejate)

## Lista ariilor protejate
| Denumirea ariei protejate                | Cod       | Localizare            | Categorie IUCN | Tip                    | Suprafață (ha) | Observații (foto)   |
| ---------------------------------------- | --------- | --------------------- | -------------- | ---------------------- | -------------- | ------------------- |
| Codrul secular Slătioara                 | RONPA0740 | Slătioara             | IV             | forestier              | 1.064,20       | Slătioara           |
| Codrul secular Giumalău                  | RONPA0741 | Pojorâta              | IV             | forestier              | 309,50         |                     |
| Codrul secular Loben                     | RONPA0947 | Moldovița             | IV             | forestier              | 483            |                     |
| Cheile Zugrenilor                        | RONPA0745 | Vatra Dornei          | IV             | mixt                   | 150,10         |                     |
| Cheile Lucavei                           | RONPA0746 | Moldova-Sulița        | IV             | mixt                   | 24,30          |                     |
| Doisprezece Apostoli                     | RONPA0727 | Dorna Candrenilor     | III            | mixt                   | 200            | monument al naturii |
| Fânațele seculare de la Calafindești     | RONPA0751 | Calafindești          | IV             | botanic                | 17,30          |                     |
| Fânațele seculare Frumoasa               | RONPA0736 | Moara                 | IV             | floristic              | 9,50           |                     |
| Fânațele montane Todirescu               | RONPA0733 | Câmpulung Moldovenesc | IV             | floristic              | 44,30          |                     |
| Fânațele seculare Ponoare                | RONPA0735 | Bosanci               | IV             | floristic              | 24,50          |                     |
| Făgetul Dragomirna                       | RONPA0743 | Mitocu Dragomirnei    | IV             | forestier              | 134,80         |                     |
| Jnepenișul cu Pinus cembra - Călimani    | RONPA0747 | Vatra Dornei          | IV             | forestier              | 384,20         |                     |
| Klippa de calcare triasice Pârâul Cailor | RONPA0749 | Breaza                | III            | geologic-paleontologic | 0,10           | monument al naturii |
| Moara Dracului                           | RONPA0729 | Câmpulung Moldovenesc | III            | geologic               | 1,30           | monument al naturii |
| Pădurea Crujana                          | RONPA0738 | Pătrăuți              | IV             | forestier              | 39,40          |                     |
| Pădurea Roșoșa                           | RONPA0946 | Moldovița             | IV             | forestier              | 205            | HG 1143/2007        |
| Pădurea Voivodeasa                       | RONPA0945 | Sucevița              | IV             | forestier              | 102            | HG 1143/2007        |
| Pădurea Zamostea - Lunca                 | RONPA0744 | Zamostea              | IV             | forestier              | 107,60         |                     |
| Peștera Liliecilor                       | RONPA0847 | Câmpulung Moldovenesc | IV             | faunistic și speologic | 6              |                     |
| Piatra Buhei                             | RONPA0731 | Câmpulung Moldovenesc | III            | geologic-paleontologic | 2              | monument al naturii |
| Piatra Țibăului                          | RONPA0730 | Cârlibaba             | III            | geologic               | 20,30          | monument al naturii |
| Piatra Pinului și Piatra Șoimului        | RONPA0748 | Gura Humorului        | IV             | geologic-paleontologic | 0,50           | Piatra Șoimului     |
| Pietrele Doamnei                         | RONPA0739 | Câmpulung Moldovenesc | IV             | mixt                   | 253            | Pietrele Doamnei    |
| Răchitișul Mare                          | RONPA0742 | Moldova-Sulița        | IV             | botanic                | 116,40         |                     |
| Rezervația Bila-Lala                     | 2.711     | Cârlibaba             | IV             | mixt                   | 325,10         |                     |
| Stratele cu Aptychus de la Pojorâta      | RONPA0750 | Fundu Moldovei        | IV             | paleontologic          | 1              |                     |
| Tinovul Găina - Lucina                   | RONPA0737 | Moldova-Sulița        | IV             | botanic                | 1              |                     |
| Tinovul Poiana Stampei                   | RONPA0732 | Poiana Stampei        | IV             | botanic                | 681,80         |                     |
| Tinovul Șaru Dornei                      | RONPA0734 | Șaru Dornei           | IV             | botanic                | 36             |                     |